# Palaeeudyptes klekowskii
Palaeeudyptes klekowskii Myrcha, Tatur & del Valle, 1990 è un uccello estinto della famiglia Spheniscidae, noto per alcuni resti fossili risalenti all'Eocene superiore (Priaboniano), provenienti dalla formazione della Meseta sull'isola di Seymour in Antartide.